# ماري فووت
ماري فووت (بالإنجليزية: Mary Foote)‏ هي رسامة أمريكية، ولدت في 25 نوفمبر 1872 في غويلفورد في الولايات المتحدة، وتوفي بنفس المكان في 28 يناير 1968.